# Токати (округ)
То́кати (яп. 十勝支庁 Токати-ситё:) — округ в составе губернаторства Хоккайдо (Япония). Соответствует провинции Японии (исторические области Японии, существовавшие до современного деления на префектуры) Токати. На октябрь 2005 года население округа составляло 354 146 человек. Официальная площадь округа — 10 831,2 км².
В городе Обихиро находится аэропорт Токати-Обихиро.

## История
- 1897 год, создан округ Касаи.
- 1932 год, округ Касаи переименован в округ Токачи.
- 1948 год, уезд Ашёро переведен из округа Куширо.

## Состав округа

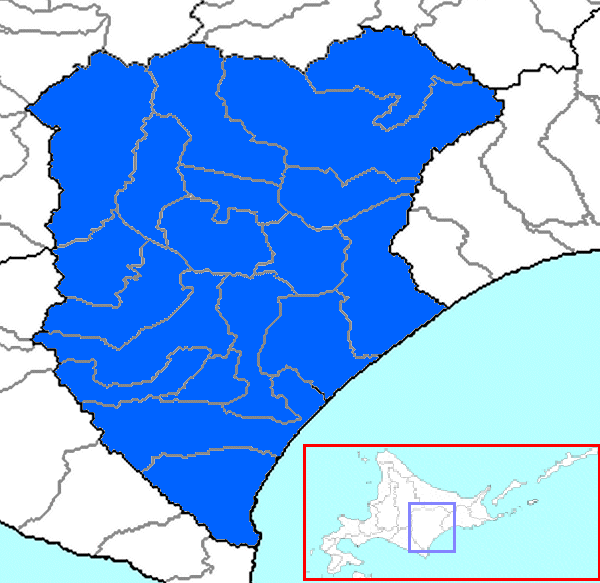
Округ Токати

### Города
- Обихиро (административный центр округа)

### Города и деревни уездов
- Асёро
  - Асёро
  - Рикубецу
- Камикава
  - Симидзу
  - Синтоку
- Касай
  - Мемуро
  - Накасацунай
  - Сарабецу
- Като
  - Камисихоро
  - Отофуке
  - Сикаои
  - Сихоро
- Накагава
  - Икеда
  - Макубецу
  - Тоёкоро
  - Хомбецу
- Токати
  - Урахоро
- Хироо
  - Тайки
  - Хироо